# Vela de ala

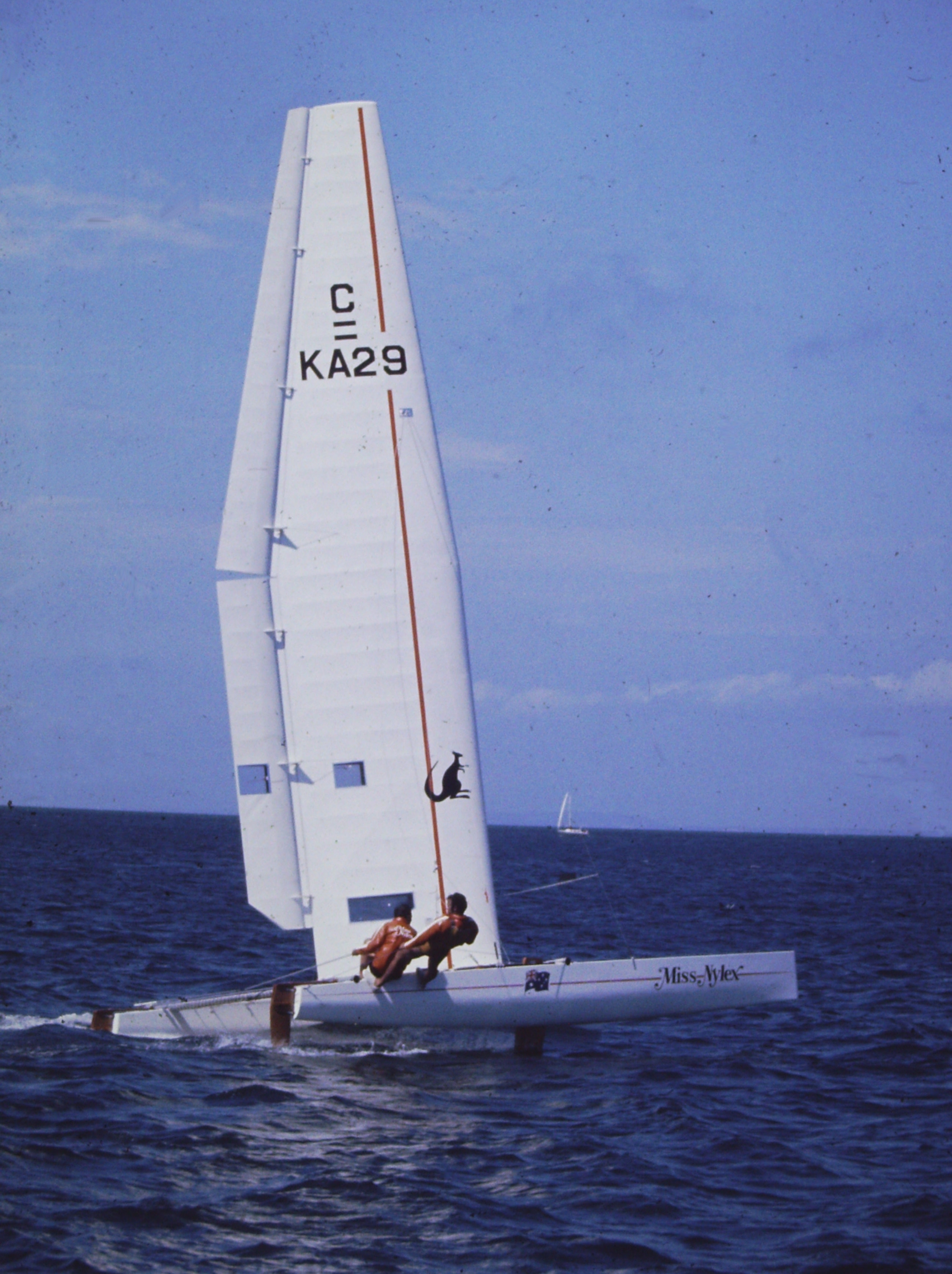
Miss Nylex, catamarán de la Clase C.

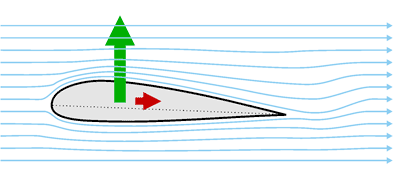
Acción del viento sobre un perfil de ala. La flecha verde indica el sostén y la flecha roja la fuerza de arrastre.

Una vela de ala o vela semirígida (“wingsail” en inglés), es la que tiene una forma predeterminada con independencia del viento. La forma de las velas clásicas o flexibles depende del viento. Sin viento una vela flexible no tiene una forma definida y no se parece en nada a un perfil aerodinámico. En presencia del viento y orientada de forma adecuada, el flujo de la banda de barlovento (en terminología aerodinámica de aviación) da forma a la vela y la transforma en un perfil aerodinámico definido
Las velas de ala o semirrígidas se asemejan normalmente a las alas de los aviones subsónicos y son llamadas “wingsails” en inglés. Pueden tener alerones, flaps y dispositivos similares a los de las alas de los aviones. También es frecuente que consten de dos o tres partes articuladas para permitir un control de la curvatura en cada condición de navegación.

## Introducción
Hay dos tipos de velas de ala: las auténticamente rígidas y las “semirígidas” con piel flexible. Las primeras no podrán ser montadas ni desmontadas a bordo del barco. Las segundas pueden ser izadas y arriadas a bordo del barco. En competición de la Amèrica las velas rígidas empleadas pertenecen a la segunda especie. Existen varios modelos de velas rígidas con capacidad de ser arriadas con una difusión limitada  (patentados y no patentados) .   

### Materiales y concepto de rigidez

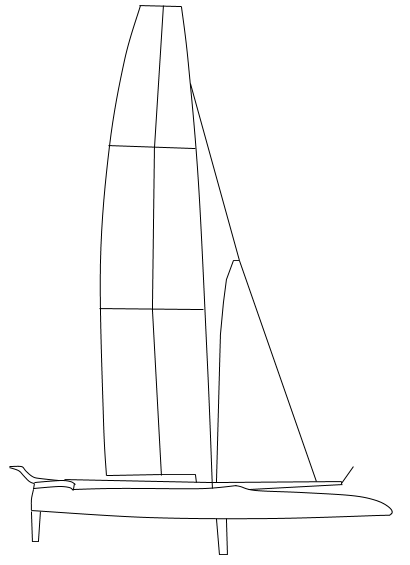
Perfil de un catamarán F50. El ala consta de seis elementos articulados indicados en el dibujo.

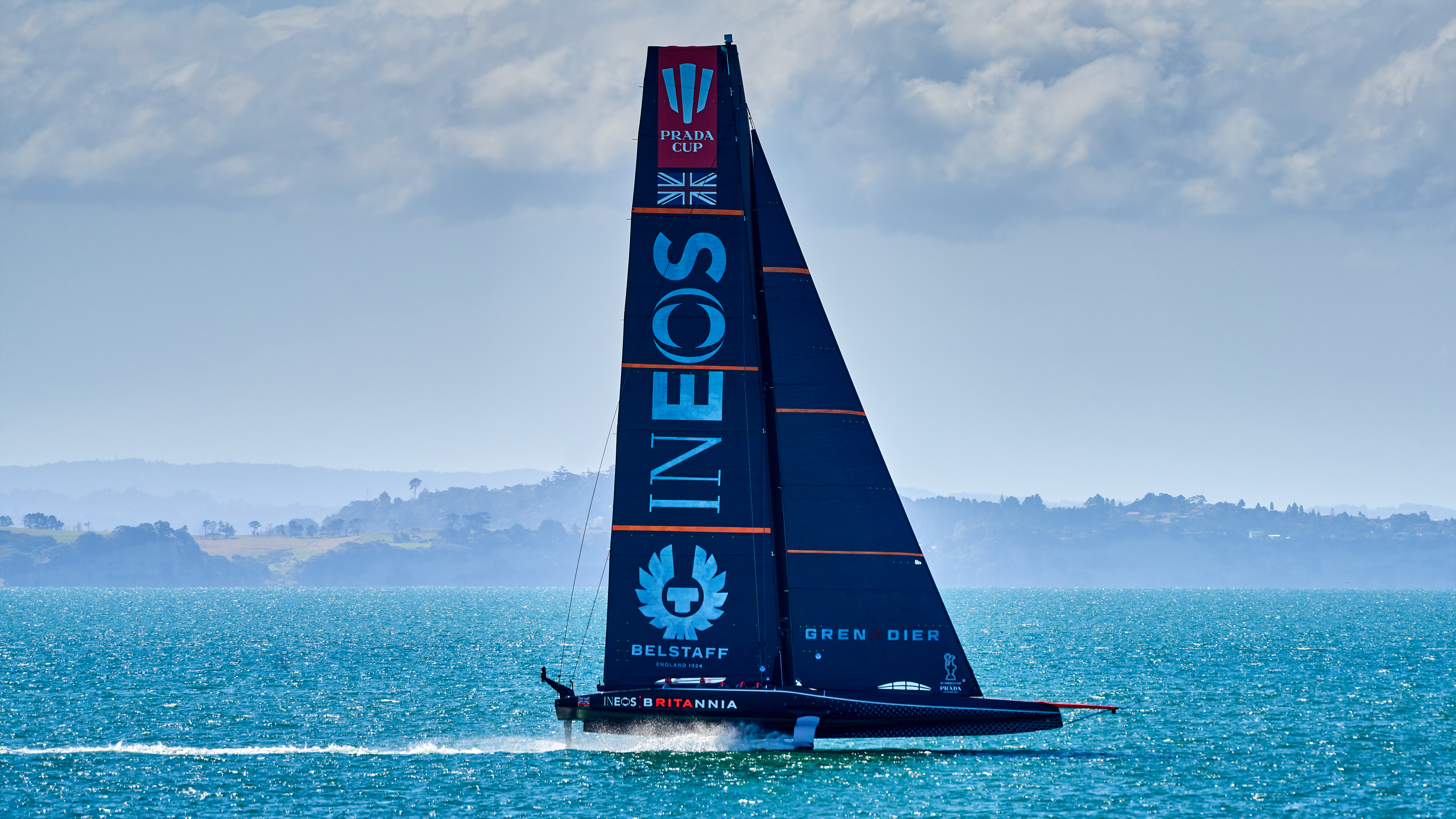
Ineos Team UK AC75

La mayoría de velas rígidas están fabricadas a partir de una combinación de elementos estructurales rígidos (formando una especie de esqueleto interno) y una piel o forro flexible. El conjunto puede considerarse rígido en lo que concierne al viento, a pesar de constar de algunos elementos flexibles.

### Construcción articulada. Curvatura
Un ala rígida, simétrica y sin alerones podría funcionar como una vela con un rendimiento considerable. La única variable de regulación sería el ángulo de incidencia con el aparente viento. Para mejorar el rendimiento (sustentación máxima con arrastre mínimo) es posible añadir alerones y una construcción basada en elementos articulados que permita adaptar la curvatura de la vela (de forma cuantitativa y en ambos lados babor-estribor). Cuanto más alto sea el viento aparente más “llana” debe ser la vela.
En teoría existen muchas soluciones posibles. En la práctica la forma constructiva de la vela viene determinada por el reglamento de diseño de cada clase.

## Sistemas de propulsión asistida por el viento
Existen varias tecnologías para el aprovechamiento de viento como propulsor, estas se conocen como WAPS, las siglas de la expresión inglesa Wind-Assisted Propulsion Systems.El sistema más común y con mayor desarrollo e historia es el del uso de la vela utilizado desde la más remota antigüedad.
Vela rígida
En las primeras décadas del siglo XXI se desarrollaron otros sistemas WAPS como el de la vela rígida que utiliza los mismos principios aerodinámicos que un ala de avión, que genera una sustentación y reduce la resistencia cuando es expuesta, con un ángulo determinado, al viento. El control de ángulo de exposición hace que se controle la sustentación y la resistencia.
Las velas rígidas suelen pasivas y tener una resistencia mínima, pudiéndose plegar, facilitando la navegación al navegar contra el viento de ceñida y no aumentando el calado aéreo de la embarcación.
eSail
La eSail se basa en el control activo de la capa límite mediante succión del viento mediante un ventilador. Sin succión la estructura de la eSAIL solo presenta  resistencia al no ser aerodinámica, pero al activar la succión y aspirar una pequeña cantidad de aire se crea una  adhesión al flujo de aire de la vela que genera un gran sustentación, seis o siete veces mayor que una vela convencional, con baja resistencia.

## Historia
La historia práctica de las velas rígidas se inicia con los catamaranes de la Clase Internacional C. El catamarán Miss Nylex fue el primero en ganar un campeonato con una vela rígida, en 1974. Previamente la clase había experimentado con palos rotativos de gran superficie aerodinámica.
En 2022 se comienza a diseñar y montar velas rígidas en diferentes buques comerciales como pesqueros y buque de carga.

## Veleros con vela rígida
La mayoría de las embarcaciones con aparejo de vela rígida están destinadas a la competición. La siguiente tabla presenta algunas de las clases más importantes.

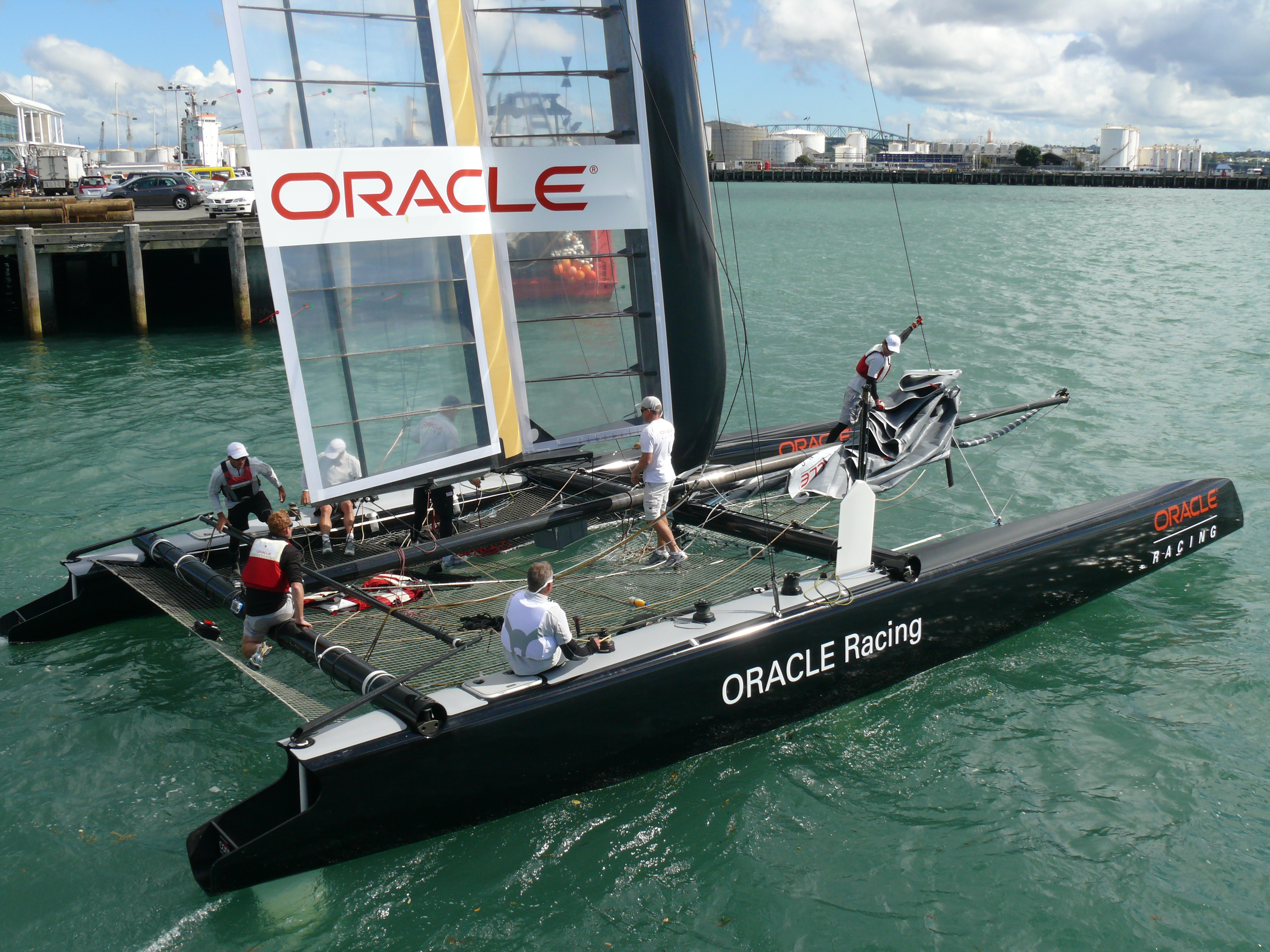
AC45 Oracle (2011). Detalles de la vela articulada.

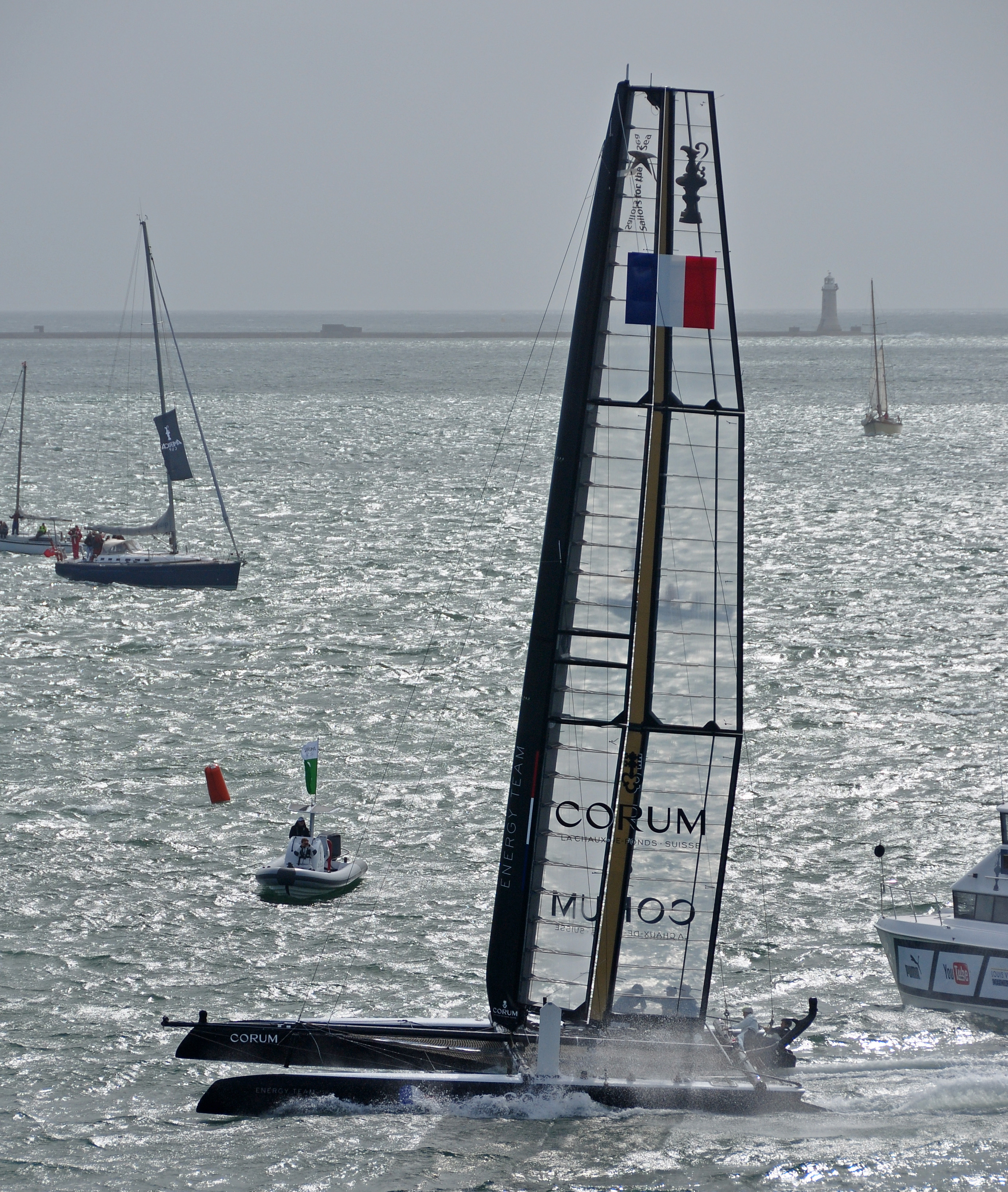
AC45 (2011)

| Clase | Eslora (m) | Superficie vélica (m²) | Altura del palo (m) |
| ----- | ---------- | ---------------------- | ------------------- |
| AC72  | 26.2       | 260                    | 40                  |
| AC50  | 15         | 100                    | 23.6                |
| AC45  | 13.45      | 83.5                   | 20                  |
| F50   | 15         |                        | 29/24/18            |
| AC75  | 22.85      | 145                    | 26,50               |

### Clase AC75
Se trata de una clase de veleros monocasco, con vela de ala y elementos sustentadores que permiten navegar por encima del agua. El aparato consta de una vela mayor en forma de ala "rígida" y un mechón. La edición 36 de la Copa América de vela (marzo de 2021) se disputó con veleros de esta clase.

### Resumen de la 36.ª edición de la Copa América de vela
El reglamento de la clase AC75 obligaba a un mástil de fibra de carbono (de sección en D, semi-parabólica) y una doble vela flexible. La jarcia firme debía ser igual para todos los veleros y las posibilidades de regulación eran limitadas. La expectación era grande y muchos artículos y vídeos se ocupaban del tema.
En cuanto a la final - disputada entre los equipos de Italia y Nueva Zelanda- las diez regatas corridas se pueden ver en video (en formatos diferentes). Son muy interesantes algunos videos especializados que comparan detalles diferentes del Luna Rossa y el Te Rehutai navegando y maniobrando. Además de la velocidad absoluta y del progreso en el rumbo deseado, el tiempo empleado en las maniobras (implicando la regulación de las velas I de la vela rígida especialmente) fueron analizados con cierto detalle. Todos estos vídeos se pueden consultar.

### Prestaciones
Las simulaciones por ordenador pronosticaban una velocidad máxima de 50 nudos (93 km/h). 
Algunas velocidades reales notables, medidas en regata, fueron las siguientes:
- el 17 de diciembre de 2020 el barco Te Rehutai (Nueva Zelanda) logró 49.1 nudos (90.9 km/h) con un viento real de 15-19 nudos.

- el 23 de enero de 2021 el velero Britannia alcanzó los 50.25 nudos (93.06 km/h)
- el 29 de enero de 2021 el barco Patriot (American Magic) navegó a 53.31 nudos (98.73 km/h) con un viento real que alcanzó los 22 nudos.

## Viento aparente, fuerzas y rumbos
La nomenclatura de las figuras 3 y 4 anteriores es la siguiente:
- V T = viento real
- V B = viento relativo provocado por la velocidad del barco
- V A = viento aparente, suma vectorial de los anteriores
- F T = fuerza total sobre la vela
- F LAT = fuerza lateral
- F R = fuerza de propulsión

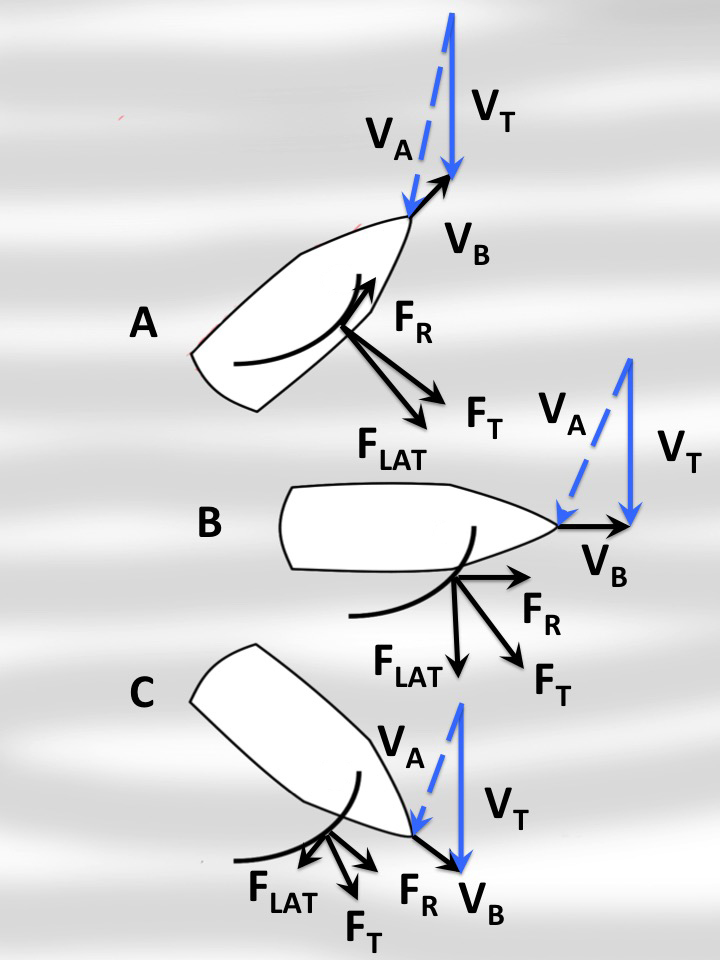
Fig.3. Viento aparente y fuerzas aerodinámicas en un velero convencional
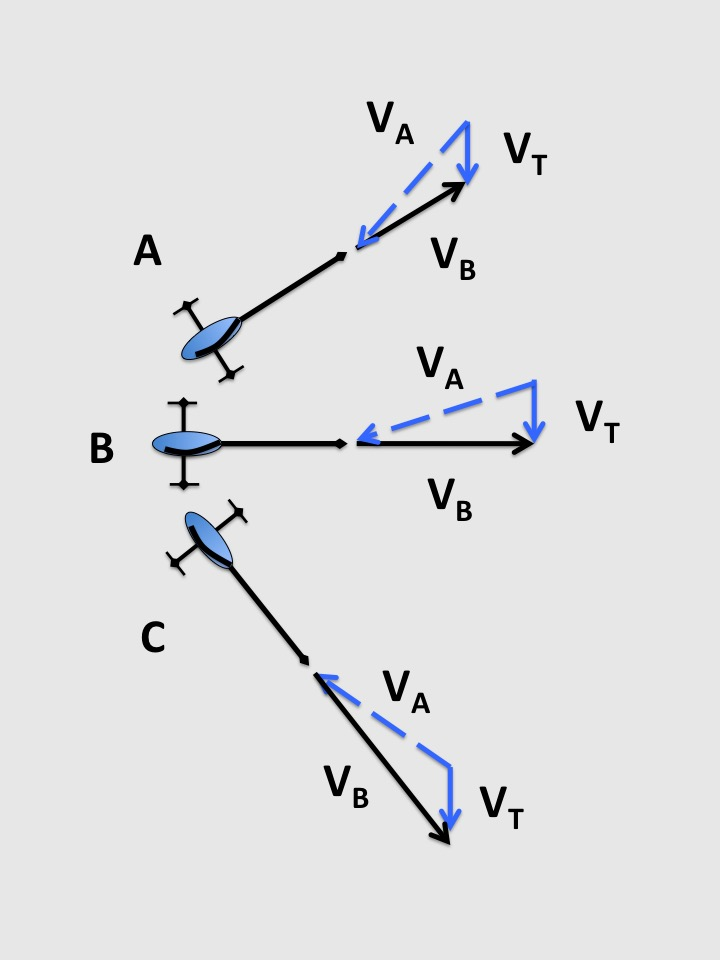
Fig.4. Viento aparente en un trineo de vela o en veleros muy rápidos

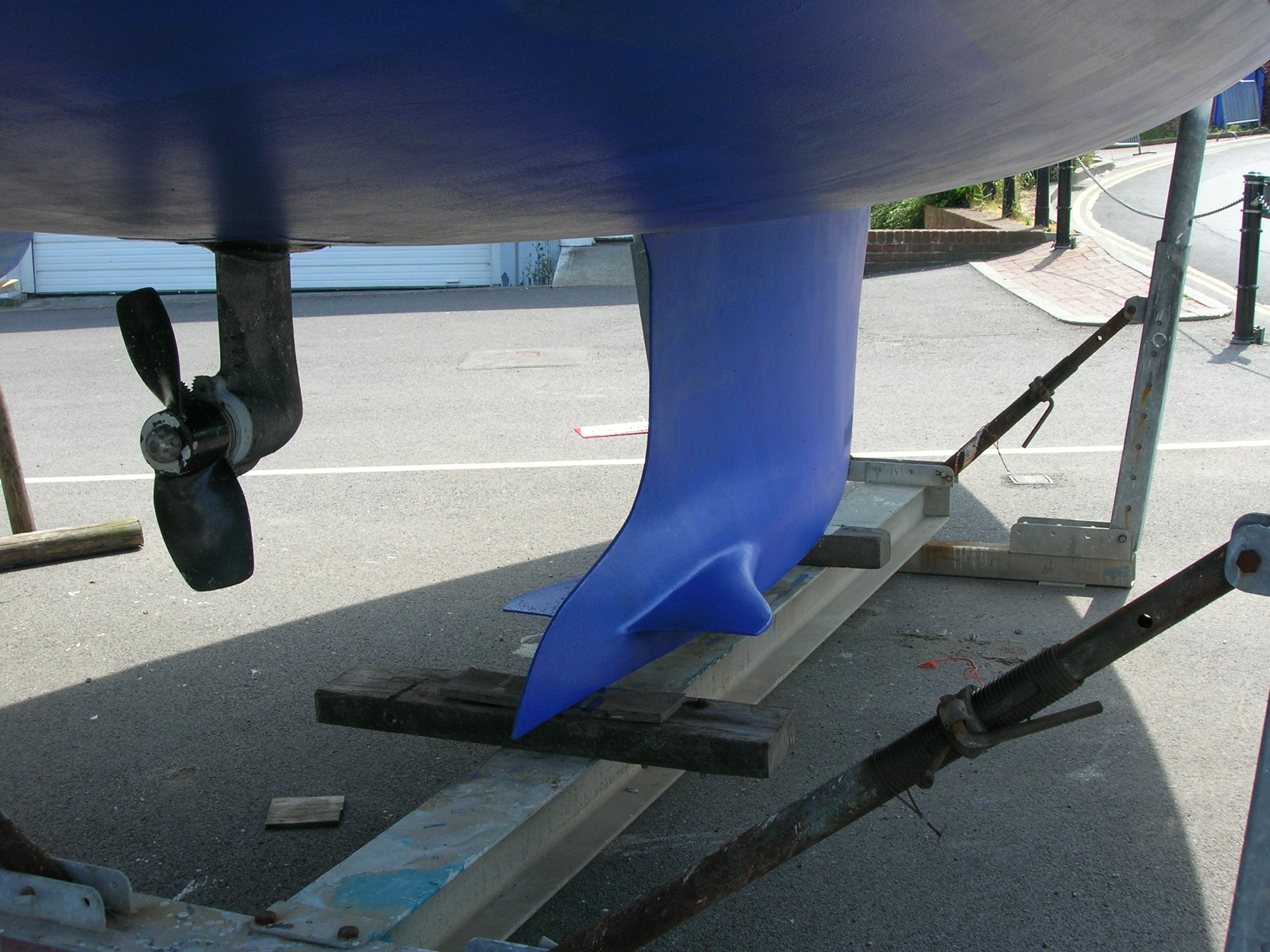
Alas sumergidas horizontales, adosadas a la quilla vertical.

Las figuras 3 y 4 permiten comparar, de forma gráfica, las diferencias entre un velero convencional y un trineo de vela. Este último caso se asemeja mucho a los modernos y rápidos veleros hidroala (que se levantan sobre el agua con alas sumergidas).
La velocidad de un velero convencional es relativamente pequeña y los vientos aparentes en los tres casos considerados (A rumbo de ceñida, B rumbo de través, C rumbo largo) presentan una variación importante del ángulo incidente (respecto a la línea de crujía del barco). En los trineos de vela sobre hielo y los veleros más rápidos, las variaciones del ángulo de incidencia del viento aparente son mucho menores. En rumbos largos llevan las velas ajustadas como si fueran de ceñida. A efectos prácticos, la velocidad de desplazamiento es muy superior a la velocidad del viento real.
En cuanto a las fuerzas, la fuerza total sobre la vela es proporcional al cuadrado de la velocidad del viento aparente. Esta fuerza total puede descomponerse en una fuerza lateral (que hace escorar el barco y provoca que derive hacia sotavento) y una fuerza de propulsión en el sentido de marcha del velero (en la dirección del eje longitudinal o de crujía del velero ).

## Usos comerciales

### El proyectoOceanbird

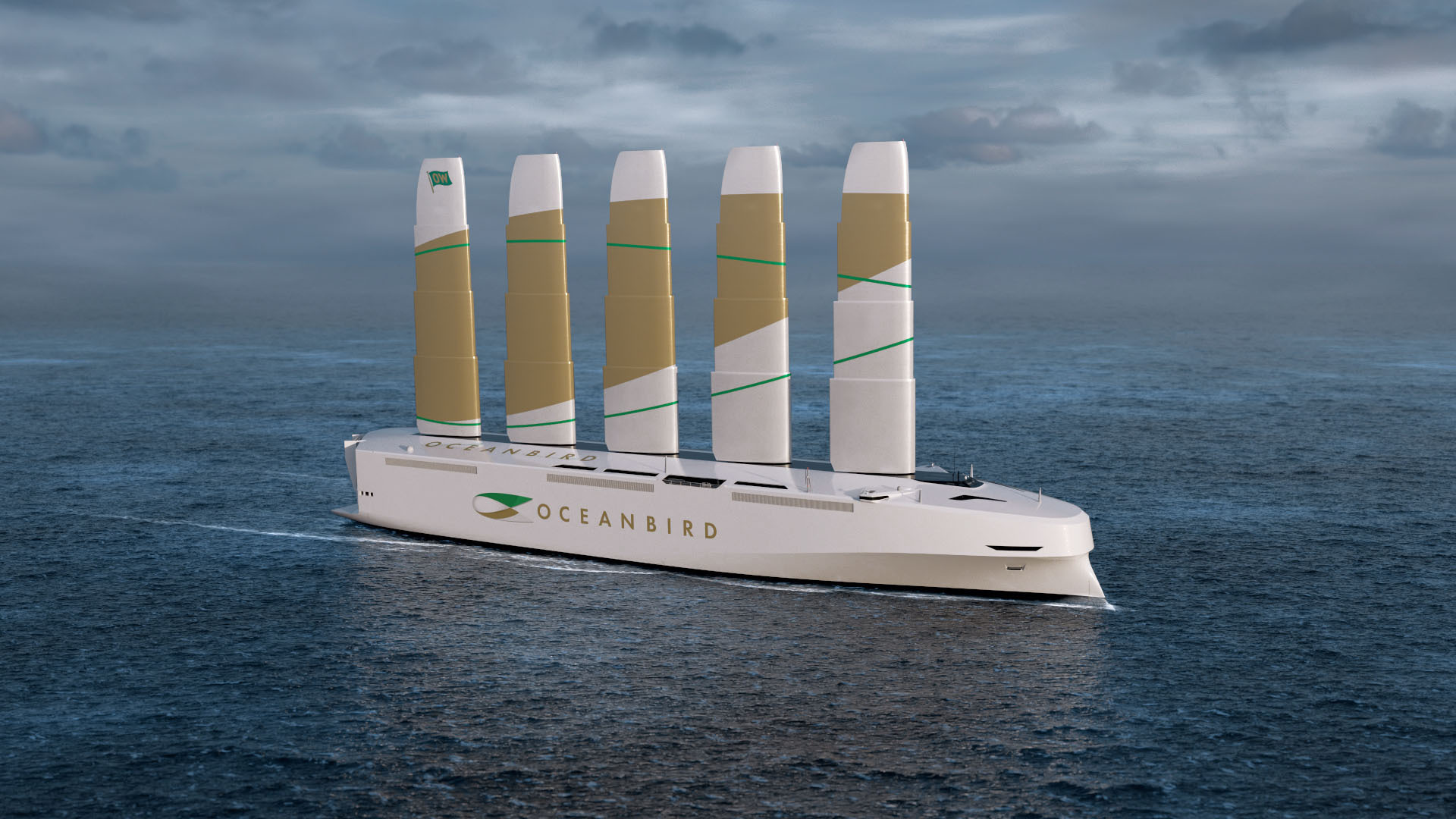
Proyecto de un carguero propulsado por velas rígidas. Oceanbird de la compañía Wallenius Marine

Existe el proyecto de un carguero propulsado por cinco velas rígidas y telescópicas que pueden girar 360 grados. La puesta en servicio está prevista hacia el 2024. Aparentemente, algunas pruebas de navegación ya han sido realizadas. El barco, llamado Oceanbird, tendrá una eslora de 200 metros y desplazará 32.000 toneladas.  
Las velas proyectadas parecen tener un perfil simétrico, sin alerones ni otros suplementos. Se trata de un diseño viable, con rendimiento moderado y una simplicidad muy adecuada para usos comerciales en navegaciones oceánicas.

### Instalación de velas rígidas en el buqueEEMS Traveller
El 4 de julio de 2023 se inaugura la instalación de dos velas rígidas de 17 metros de altura que la empresa catalana Bound4blue instaló en el buque carguero  EEMS Traveller  del armador Amsus Shipping, este era el tercer proyecto que realizaba y el de mayor dimensión, anteriormente se había realizado una instalación en un pesquero y en un carguero de menor tamaño. El montaje se realizó en el puerto de Bilbao, País Vasco (España): La tecnología usada en este proyecto fue la "eSAIL" y contó con la financiación del Fondo Puertos 4.0 y la colaboración de la Autoridad Portuaria de Bilbao, Bilbao PortLab y las firmas Toro y Betolaza y Haizea Wind Group. La colocación de las estructuras requirió el desplazamiento hacia popa y su elevación para evitar la cabina del buque haciendo que toda la estructura alcanzara los 35 metros de altura. La misma empresa trabaja en un proyecto para dotar a un buque  'car carrier' de tres velas de 22 metros.